# آلن موازان
آلن موازان (فرانسوی: Alain Moizan‎؛ زادهٔ ۱۸ نوامبر ۱۹۵۳) بازیکن سابق و مربی فوتبال اهل فرانسه است.
از باشگاه‌هایی که در آن بازی کرده‌است می‌توان به باشگاه فوتبال موناکو، باشگاه فوتبال کن، باشگاه فوتبال سن-اتین، باشگاه فوتبال المپیک لیون، و باشگاه فوتبال باستیا اشاره کرد.
وی همچنین در تیم ملی فوتبال فرانسه بازی کرده‌است.